# Flyga drake (film)
Flyga drake (originaltitel: The Kite Runner) är en amerikansk dramafilm från 2007 i regi av Marc Forster, med manus skrivet av David Benioff baserat på romanen med samma titel från 2003 av Khaled Hosseini.
Filmen hade biopremiär i Sverige den 28 mars 2008, utgiven av Sandrew Metronome.

## Rollista (i urval)
- Khalid Abdalla – Amir Qadiri
- Zekeria Ebrahimi – Young Amir
- Ahmad Khan Mahmoodzada – Hassan som ung
- Homayoun Ershadi – Agha Sahib (Baba)
- Atossa Leoni – Soraya
- Shaun Toub – Rahim Khan
- Saïd Taghmaoui – Farid
- Abdul Salaam Yusoufzai – Assef
- Elham Ehsas – Young Assef
- M.Ali Hassan – Sohrab
- Maimoona Ghezal – Jamila Taheri
- Qadir Farookh – General Taheri
- Khaled Hosseini (cameo) – Doktor i parken
- Camilo Cuervo – Soldat